# Siphonochilus nigericus
Siphonochilus nigericus là một loài thực vật có hoa trong họ Gừng. Loài này được Frank Nigel Hepper miêu tả khoa học đầu tiên dưới danh pháp Kaempferia nigerica vào năm 1968, dựa theo mô tả năm 1936 của John Hutchinson (Flora of West Tropical Africa, Quyển 2, trang 334). Năm 1982, Brian Laurence Burtt chuyển nó sang chi Siphonochilus.